# Réserve naturelle de Scandola
Pour les articles homonymes, voir Scandola (homonymie).
La réserve naturelle de Scandola (RNC24) est une réserve naturelle en Corse à la fois marine et terrestre, également inscrite sur la liste du patrimoine mondial de l'Unesco, et faisant partie des aires marines protégées de la France. Classée en 1975, elle occupe une surface de 1 669 ha et protège une biodiversité remarquable entre l'étage médiolittoral et l'étage circalittoral de sa partie sous-marine. Elle a été jugée représentative des écosystèmes et biocénoses de la façade maritime du parc naturel régional de Corse qui en est le gestionnaire. 

## Localisation

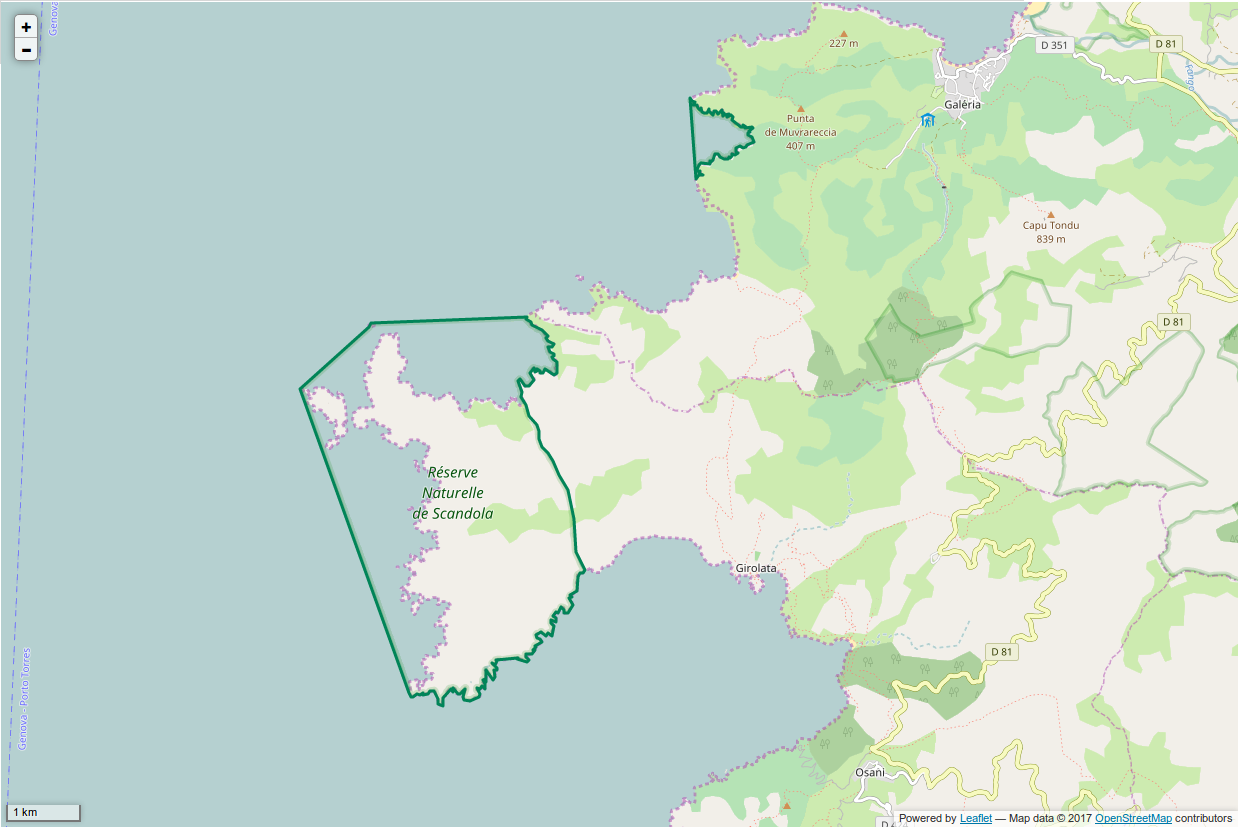
Périmètre de la réserve naturelle.

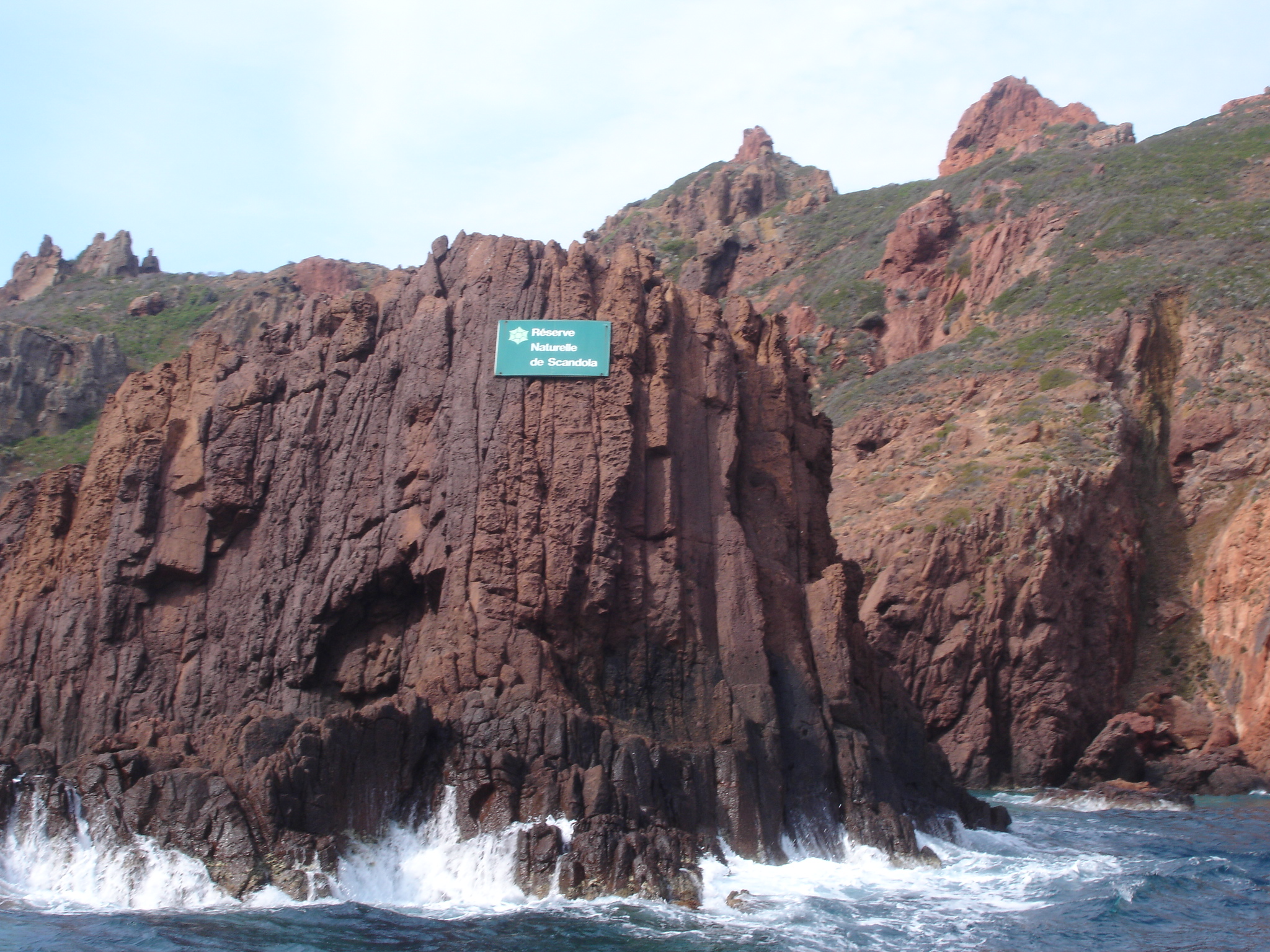
Panneau maritime de la réserve.

Le territoire de la réserve naturelle est dans le département de la Corse-du-Sud, sur la commune d'Osani, à l'ouest de la Corse. Il n'est accessible que par la mer et comprend une partie terrestre (919 ha) qui forme une presqu’île au nord du golfe de Porto et une partie maritime périphérique (750 ha) pour un total de 1 669 hectares. Une réserve intégrale de 70 ha à l'extrémité nord-ouest complète ce dispositif. La réserve naturelle est au cœur de la façade littorale du parc naturel régional de Corse, pour partie classée en site Natura 2000 pour la richesse de son patrimoine et la présence d'espèces et d'habitats d'intérêt européen.

## Histoire du site et de la réserve
Le site a d'abord été classé pour son grand intérêt paysager et son degré de naturalité, puis en réserve naturelle nationale pour ses intérêts floristiques et faunistique et notamment en raison de sa contribution à la protection des espèces endémiques en Corse. Il fut l'un des premiers sites classé pour son double intérêt, terrestre et maritime.

## Écologie (biodiversité, intérêt écopaysager…)
L'intérêt principal de cette réserve réside dans les bioformations et bioconcrétionnements de surface (trottoirs à lithophyllum) et sur les fonds coralligènes. Ces formations offrent des habitats à de nombreuses espèces, pour partie protégées. La réserve naturelle est également représentative des biocénoses de la façade maritime du parc naturel régional de Corse.
Un herbier marin à posidonie est suivi depuis la fin des années 1970 au nord de la réserve (baie d’Elbu). Le reste de la réserve marine est marqué par la prédominance des bio concrétionnements qui se développent en surface (présence de trottoirs à Lithophyllum) mais surtout plus en profondeur (coralligène). Ces bio-formations profondes abritent de nombreuses espèces dont certaines sont protégées.

### Géologie et relief
La presqu'île dite « de Scandola » est constituée de structures rocheuses en caldeira qui correspondent à un ancien volcan effondré en mer. On y trouve de nombreuses formations liées à ce volcanisme : lahars, orgues volcaniques, pyroclastites ainsi que des falaises de granite rouge.

### Flore
Le site abrite 33 espèces végétales endémiques sur les falaises dont 16 sont des espèces protégées.[Lesquelles ?]

### Faune

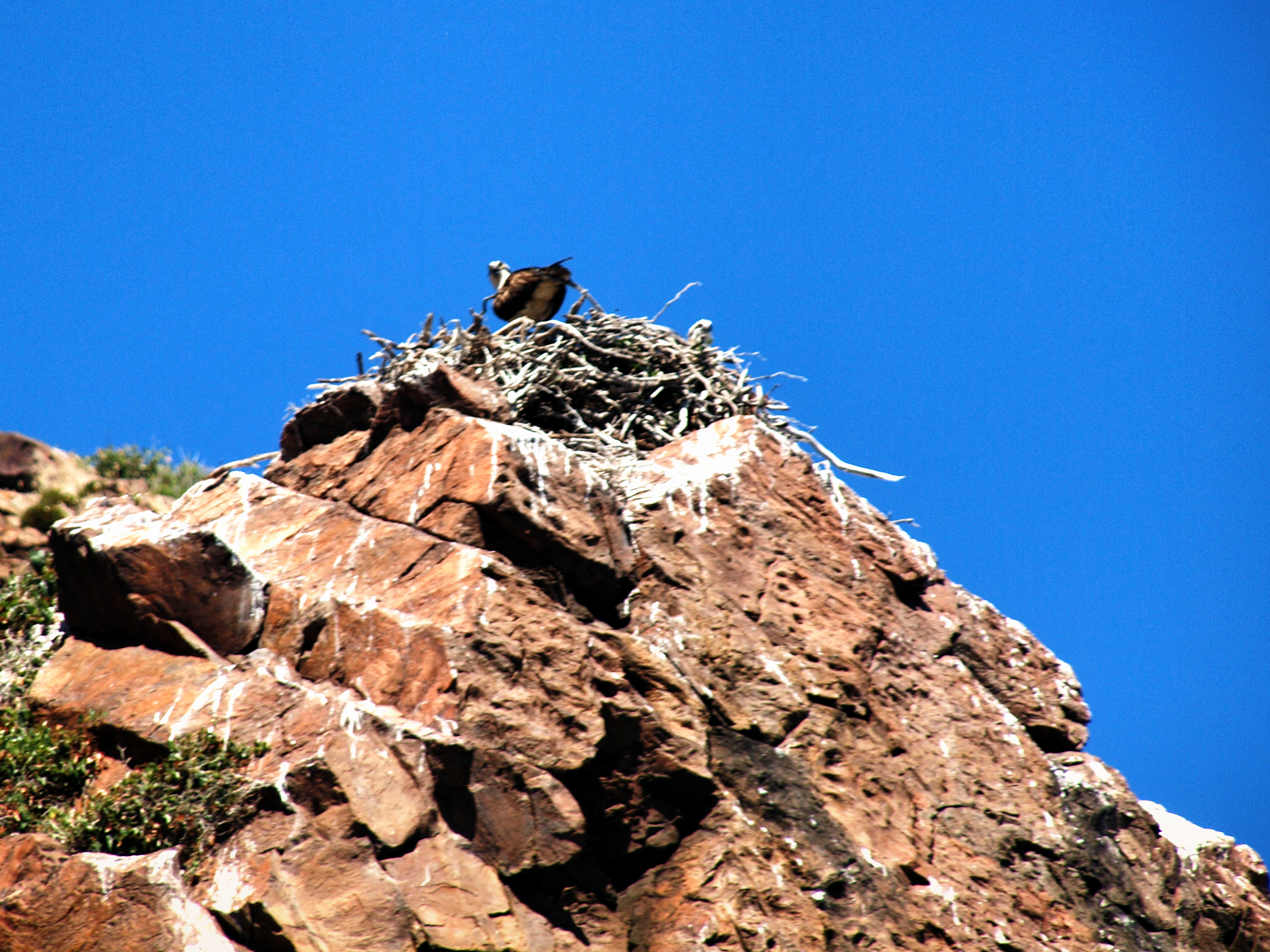
Nid de balbuzards pêcheurs dans la réserve de Scandola.

Les falaises, peu accessibles, protègent les nids de nombreux oiseaux dont le balbuzard pêcheur (alpana en langue corse), le cormoran huppé méditerranéen. On y trouve aussi le puffin cendré, le faucon pèlerin, le goéland et le gypaète barbu.
Parmi les mammifères fréquentant le site, on trouve le Grand dauphin. Les derniers phoques moines de Méditerranée présents en Corse avaient trouvé refuge dans la Scandola, avant la création de la réserve.
Pour les reptiles et amphibiens, on trouve vers le Fango l'euprocte corse, la salamandre de Corse, la cistude d'Europe (au barrage des tortues à Galéria où on peut facilement les observer), des grenouilles[Laquelle ?]...

### État, pressions ou menaces, réponses
Les risques pour la réserve, outre ceux de pollution maritime (marée noire, pollution toxique…) sont liés à la fréquentation, saisonnière, qui est importante et en forte augmentation, en visite individuelles ou guidées. La plaisance peut poser des problèmes par les déchets rejetés en mer, le dérangement de la faune et surtout par les ancrages anarchiques qui dégradent les fonds. La pêche et la plongée, en forte augmentation depuis les années 1970, doivent être maîtrisées. La pêche professionnelle demanderait à être mieux organisée et associée à la gestion des ressources en périphérie de la réserve. Les réserves marines, notamment lorsqu'elles sont relativement isolées ou excentrées comme celle-ci sont difficiles à garder (coûts élevés). Une télésurveillance pourrait être envisagée.
Le PNR contribue à rechercher des solutions de type tourisme durable et valorisation pédagogique et scientifique qui devraient permettre de conforter le caractère de sanctuaire de la partie réserve intégrale.

### Espèces invasives
En ce qui concerne les espèces invasives, les menaces peuvent être terrestres ou marines.
Les algues du genre Caulerpa sont surveillées dans le secteur et tout autour de la Corse. Pour l'instant il a été trouvé des Caulerpa racemosa (var cylindracea ou Caulerpa cylindracea selon certains spécialistes) dans la baie de Galéria toute proche. En ce qui concerne la fameuse algue tueuse Caulerpa taxifolia, elle n'a pas atteint les côtes corses (hormis un petit spécimen près de Calvi qui a été arraché). Le principal vecteur de ces algues serait lié au mouillage, certains plaisanciers oubliant de nettoyer leurs ancres et pouvant ainsi transporter ces algues qui contaminent un endroit encore préservé.
En ce qui concerne les menaces terrestres, les populations de Rat noir (Rattus rattus) peuvent avoir un effet néfaste sur le succès reproducteur de certaines espèces d'oiseaux dont le rat prélève les œufs.

## Intérêt touristique et pédagogique
Le site est d'un grand intérêt paysager, et l'île de Gargalo, la plus imposante, est dominée par une tour génoise. La réserve se découvre seulement par la mer : en partant des ports de Porto (Ota), Sagone  et Cargèse, plusieurs compagnies proposent des promenades à la journée.

## Administration, plan de gestion, règlement

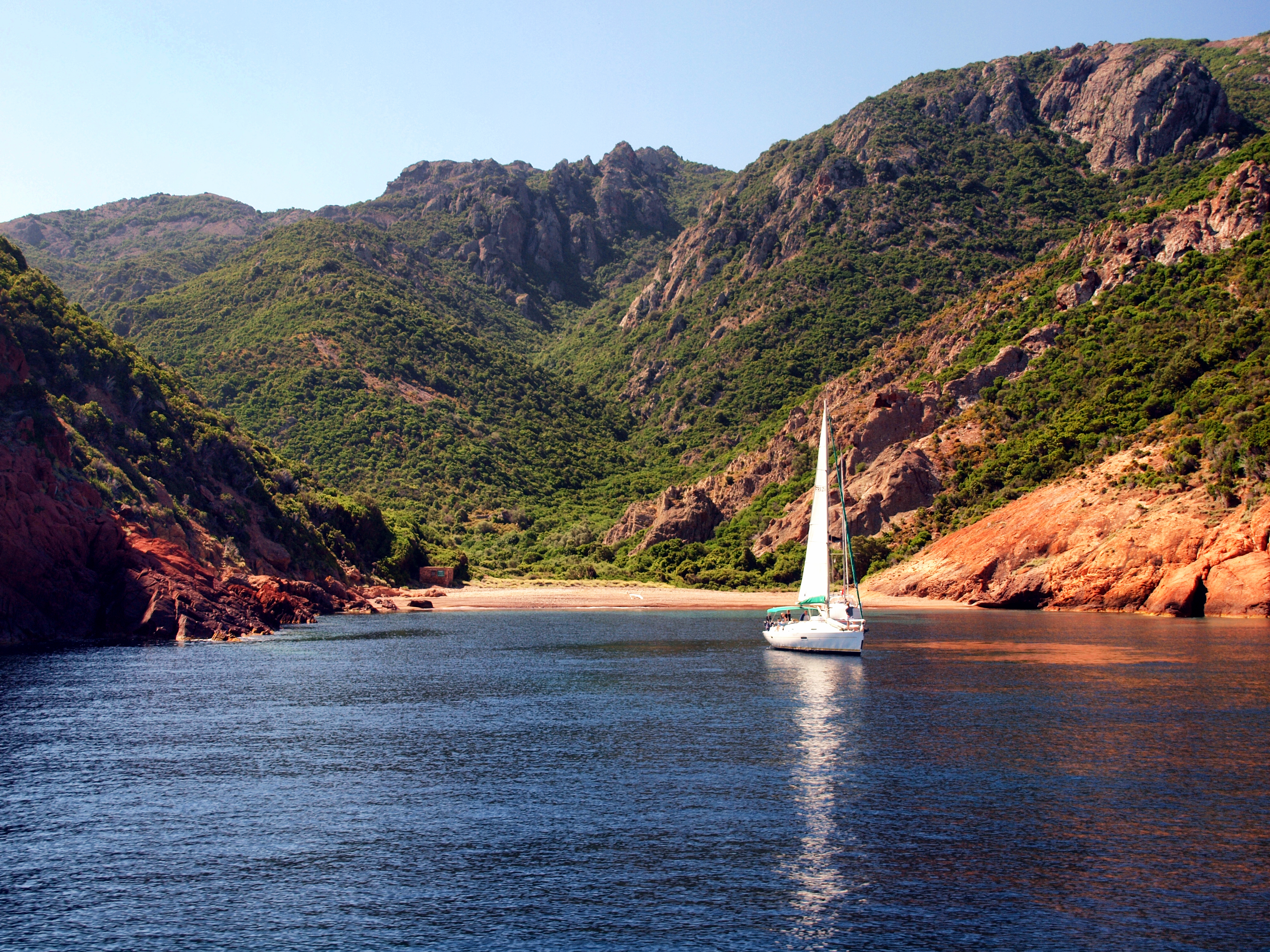
Marine d'Elbo.

La gestion de la réserve naturelle et du site classé, est assurée par le Parc naturel régional de Corse. L’opérateur local du DOCOB n’a pas été choisi, mais le PNRC s'est proposé pour en assurer le pilotage.
Une grande partie septentrionale de la réserve est la propriété du Conservatoire du littoral. Depuis le 1er janvier 1992, les acquisitions du Conservatoire portent sur 502 ha de terrains compris entre Punta Palazza (Osani) et Punta Nera (« à cheval » sur Osani et Galéria), des côtes rocheuses et falaises maritimes, y compris les îlots, bancs rocheux et récifs, couvertes en partie d'un maquis silicicole méso-méditerranéen. Les terrains acquis, tous situés dans les limites du Parc naturel régional de Corse, sont un site naturel classé. Seule la partie orientale, à partir de Marina d'Elbo, soit environ la moitié des biens du Conservatoire, se trouve dans la réserve.

### Perspectives
La réserve naturelle en particulier sa partie intégrante pourrait être étendue. Sa réglementation pourrait être modifiée pour mieux tenir compte d'activités nouvelles susceptible de perturber le milieu ou les espèces. La gestion et le monitoring du site pourraient évoluer pour mieux l'inscrire dans la perspective du réseau écologique paneuropéen, du réseau Natura 2000, des perspectives de modifications climatiques et de l'évolution des missions des parcs naturels régionaux (réorientées vers la protection et moins prioritairement vers le développement économique et touristique local).
Des contractualisations pourraient être proposées aux usagers de la nature (pêche professionnelle, plongée, plaisance et batellerie) dans les zones périphériques à la réserve, avec l'espoir d'un créer une zone-tampon réduisant les impacts des activités humaines autour de la réserve.

La pose de « mouillages « écologiques » » disposés dans les abris naturels périphériques (mais hors réserve naturelle) pourrait diminuer les impacts de la plaisance.

### Réglementation
Pour la partie terrestre, sont interdits la chasse, le camping, le bivouac, l'arrachage des végétaux, la destruction des nids et des œufs, les prises de vues photographiques trop proches, le rejet de détritus, les feux, le survol à moins de 1 000 mètres d'altitude, la publicité ainsi que toute activité industrielle ou commerciale.
Pour le domaine marin sont interdits la plongée en scaphandre autonome, la pêche de plaisance, le ramassage de végétaux et d'animaux marins, le rejet de détritus. La pêche professionnelle et le mouillage sont réglementés dans la zone et interdits dans les 70 hectares de la réserve intégrale.

### Outils et statut juridique
La réserve naturelle a été créée par le décret no 75-1128 du 9 décembre 1975. Elle est également un site classé en 1983 sur la liste du patrimoine mondial de l'Unesco en tant que partie du Golfe de Porto et avec les calanche de Piana et le golfe de Girolata.
La réserve correspond à un site Natura 2000 (p.SIC et à une ZPS).
Enfin, c'est une aire marine protégée (AMP) comprenant la réserve naturelle de Scandola mais qui pourrait être étendue au site Natura 2000 « golfe de Portu ». Deux arrêtés (du préfet maritime) y réglementent pêche (professionnelle) et mouillage (facteur de dégradation des fonds).

## Galerie de photo

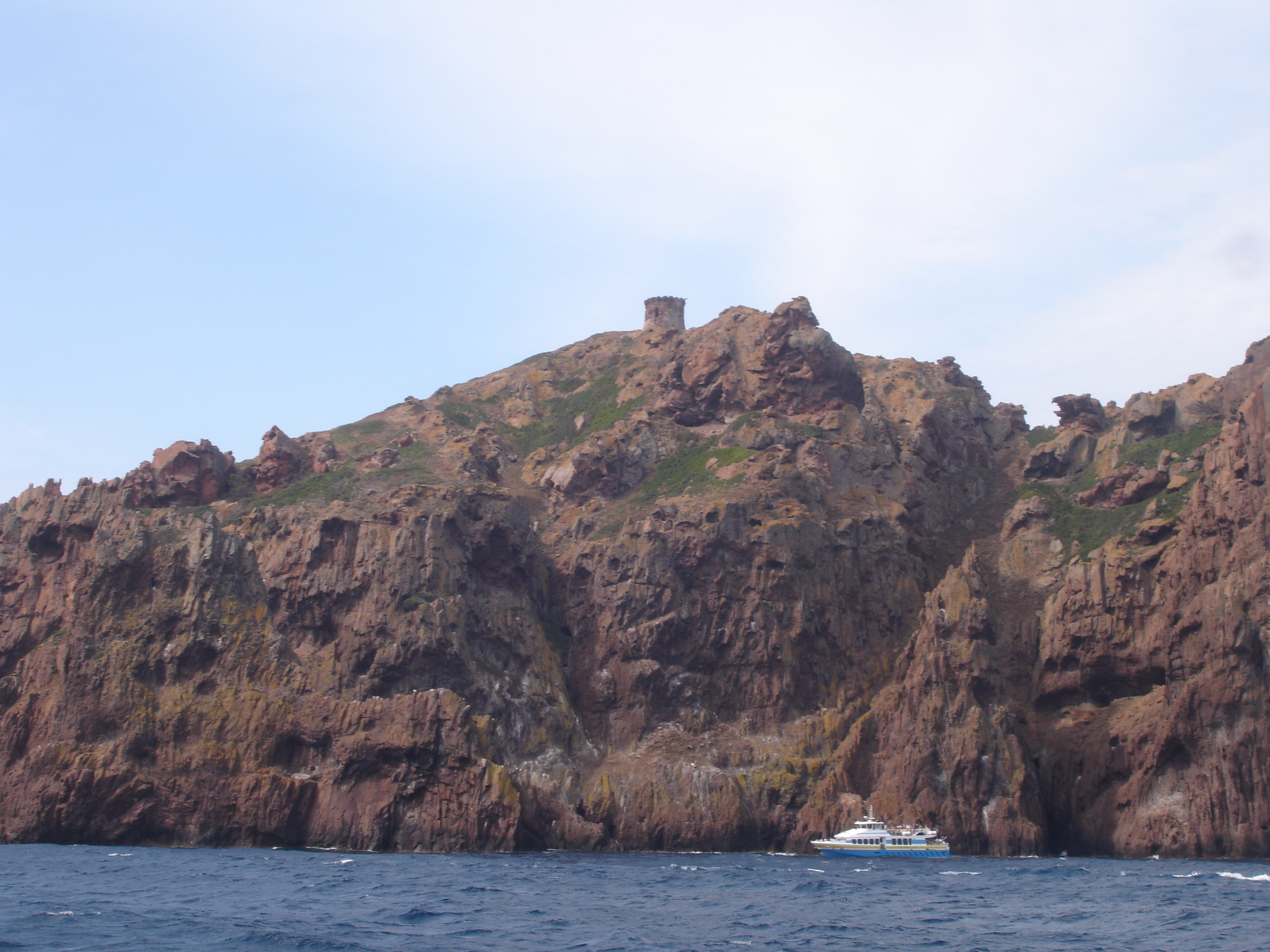
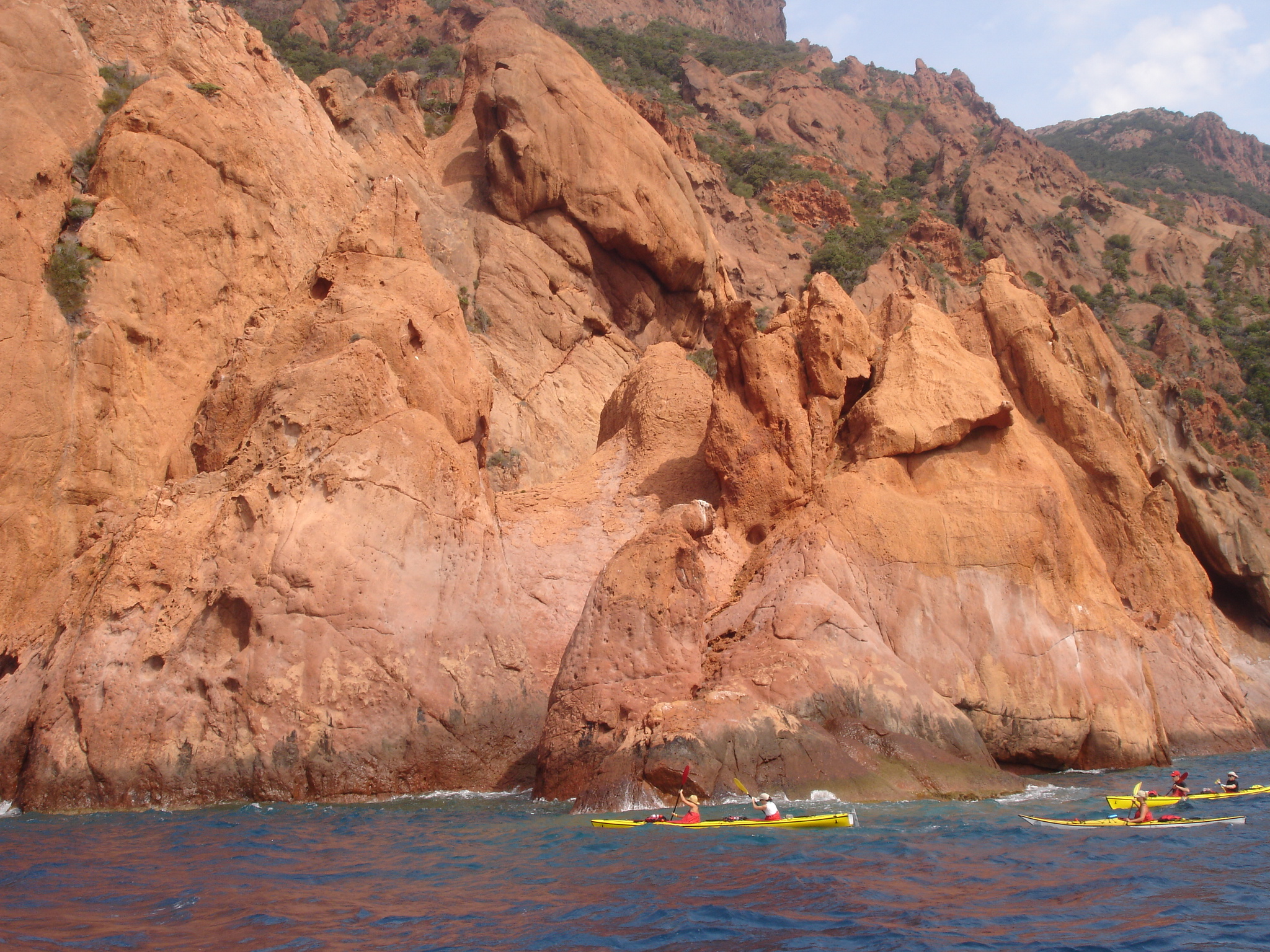
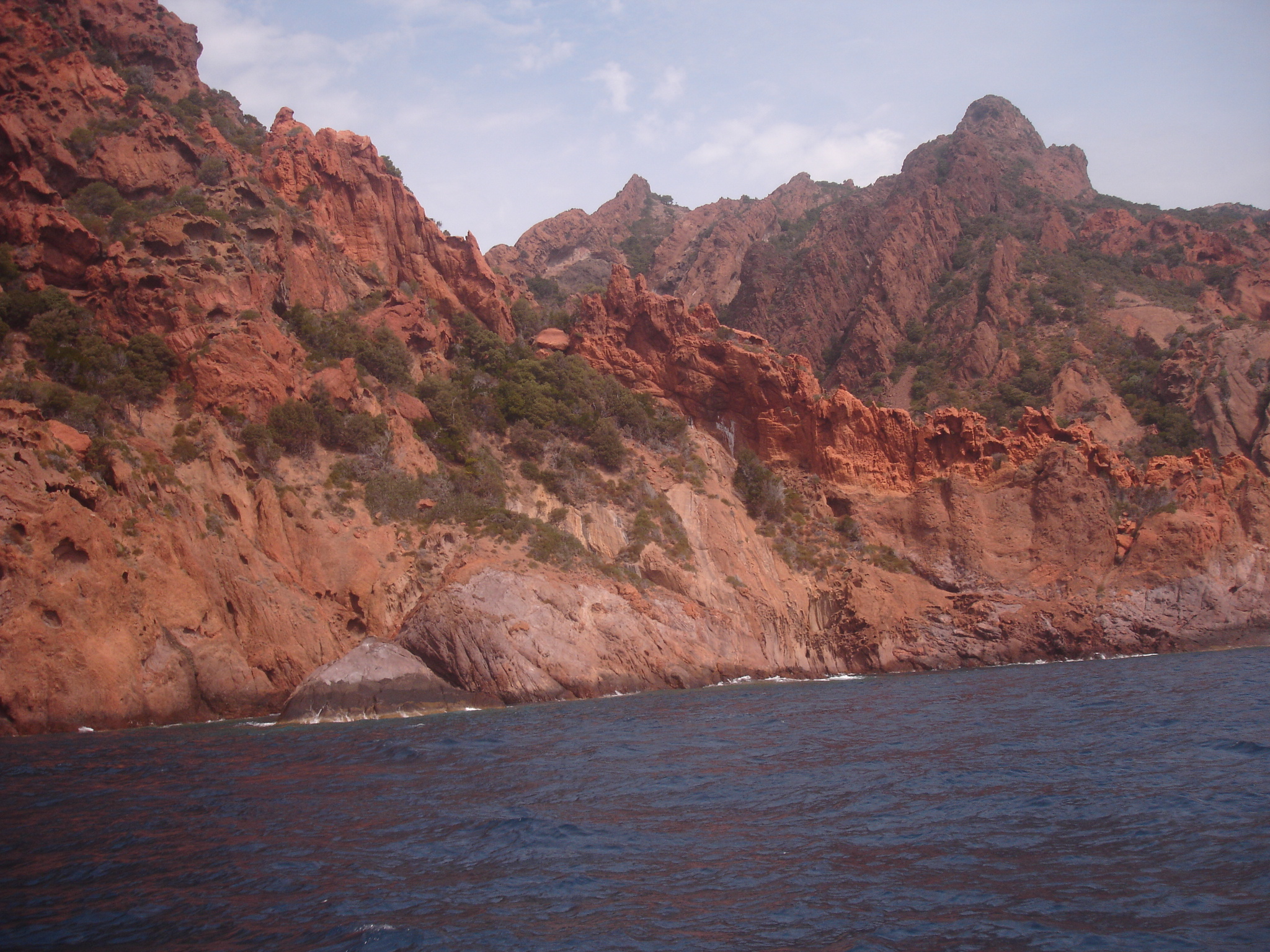
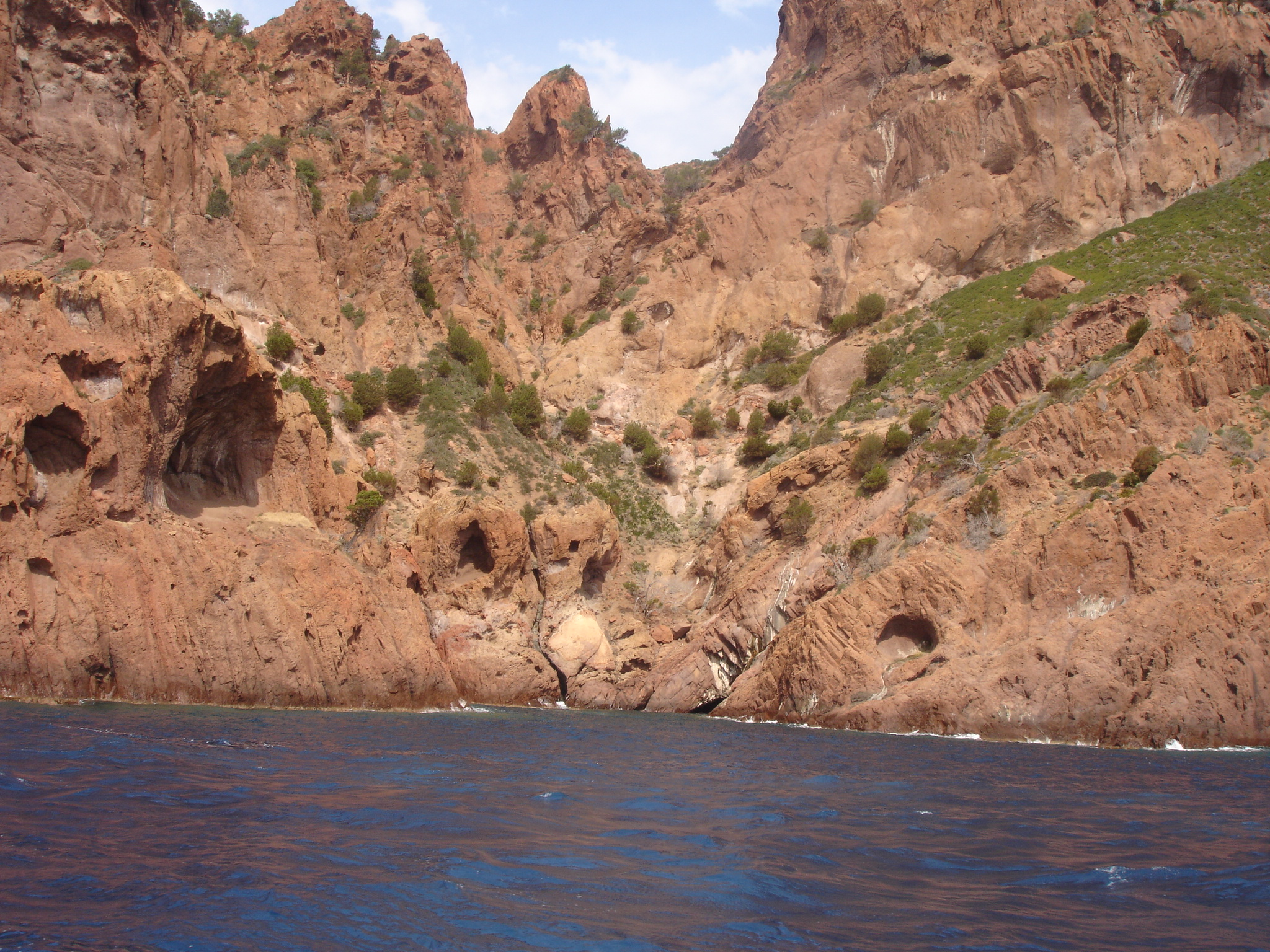
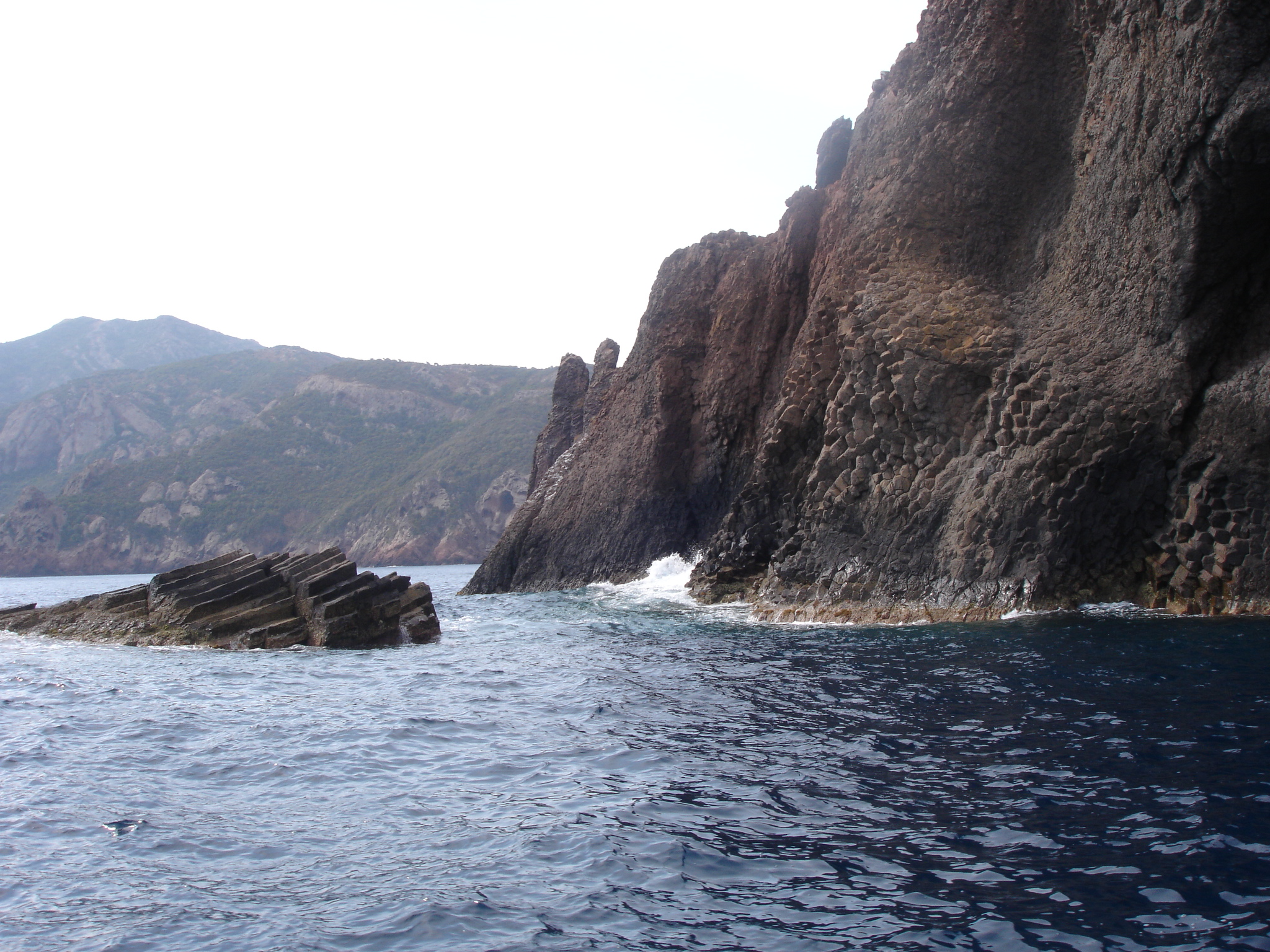
Basalte émergeant.
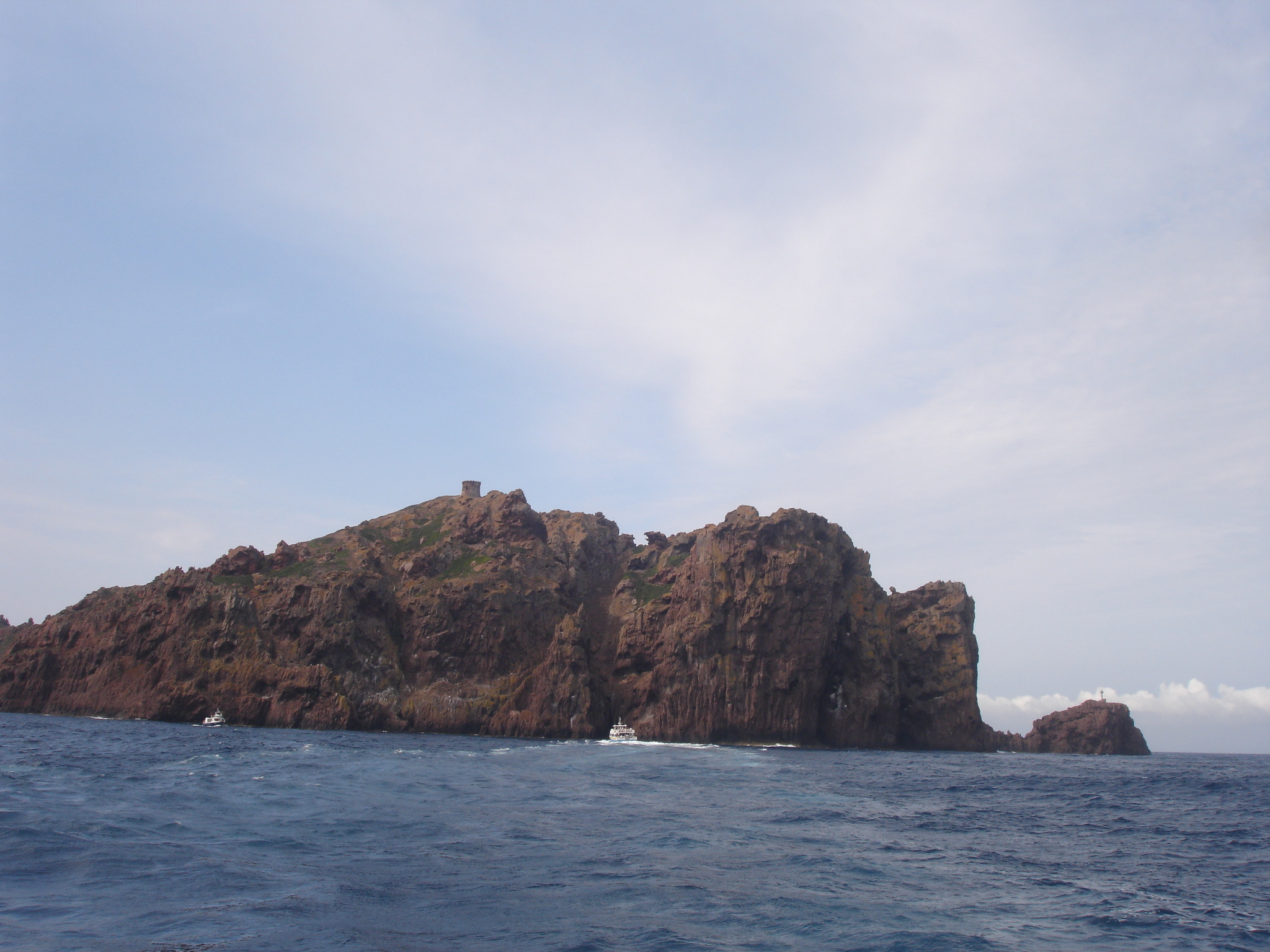
Vue générale de la presqu'île.
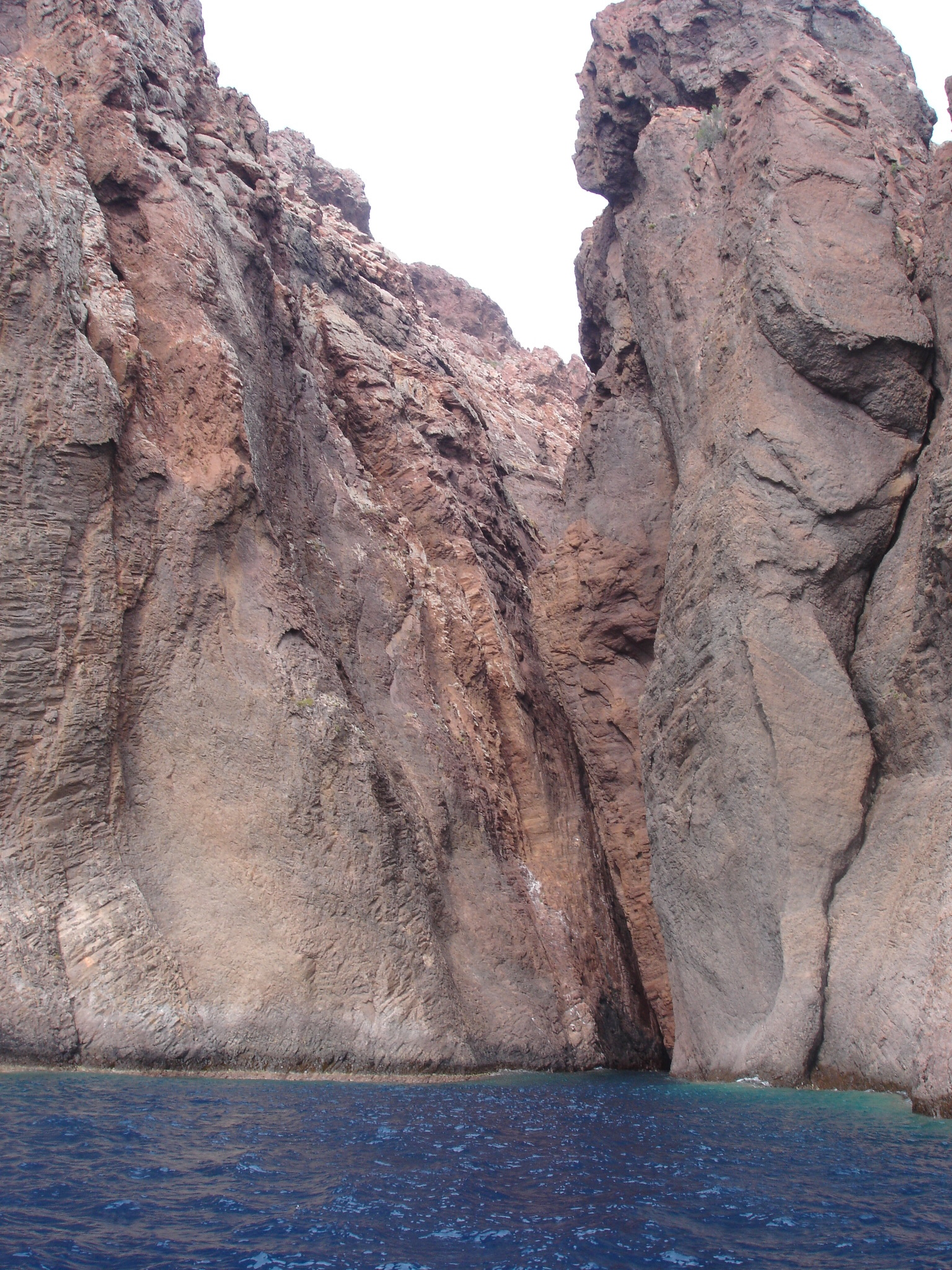
Anfractuosités.
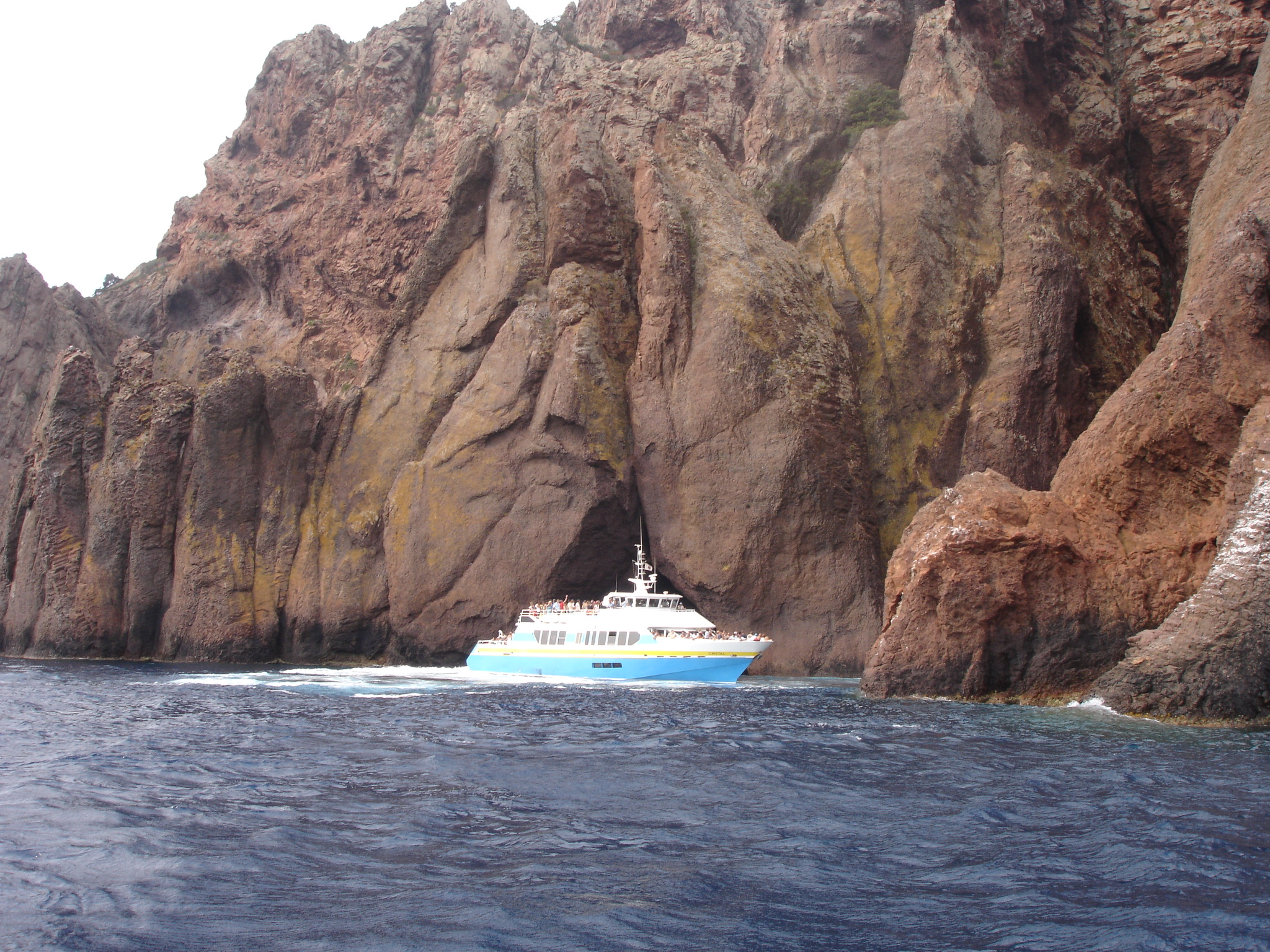
Tourisme organisé.
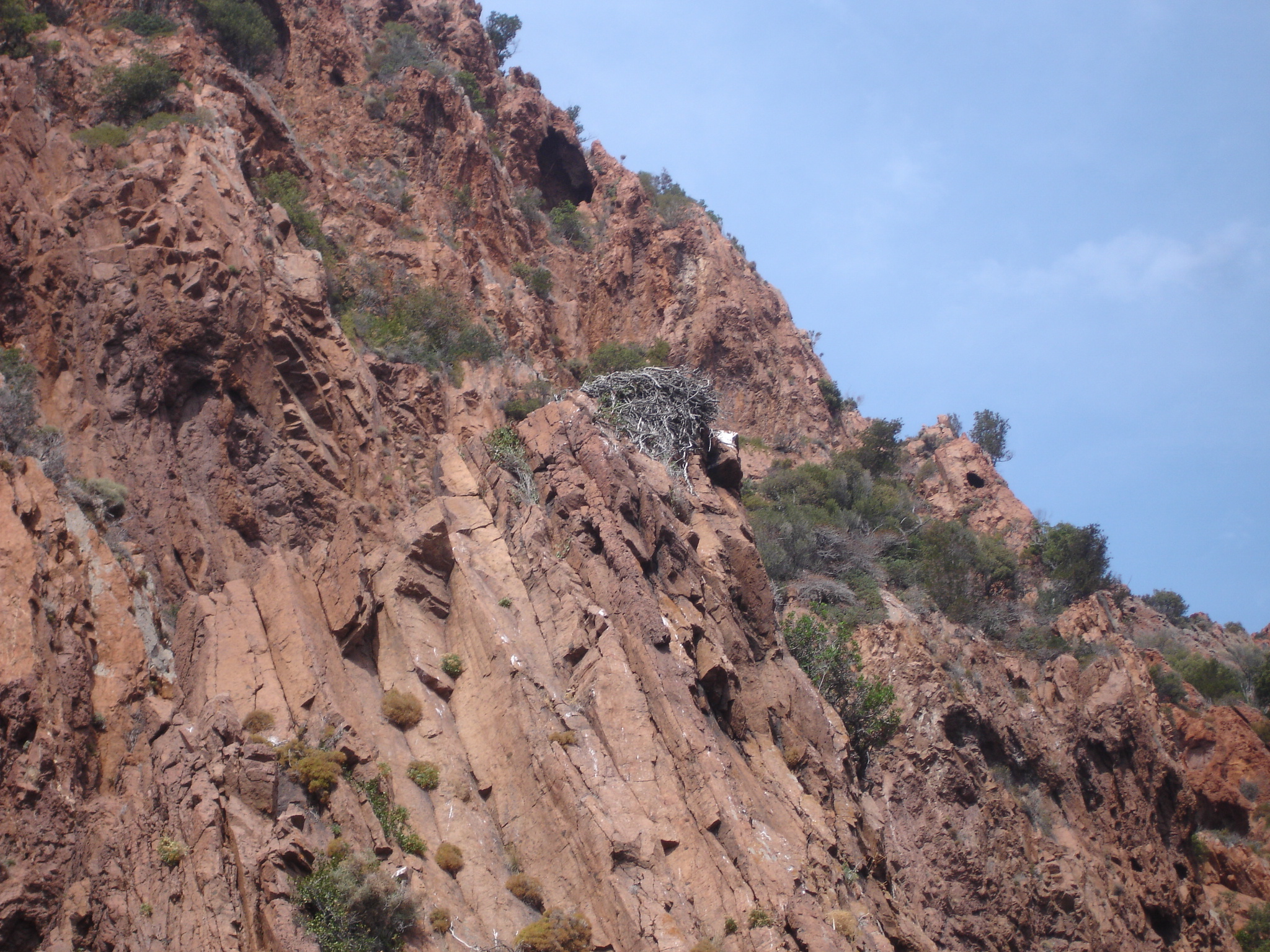
nid de balbuzard.
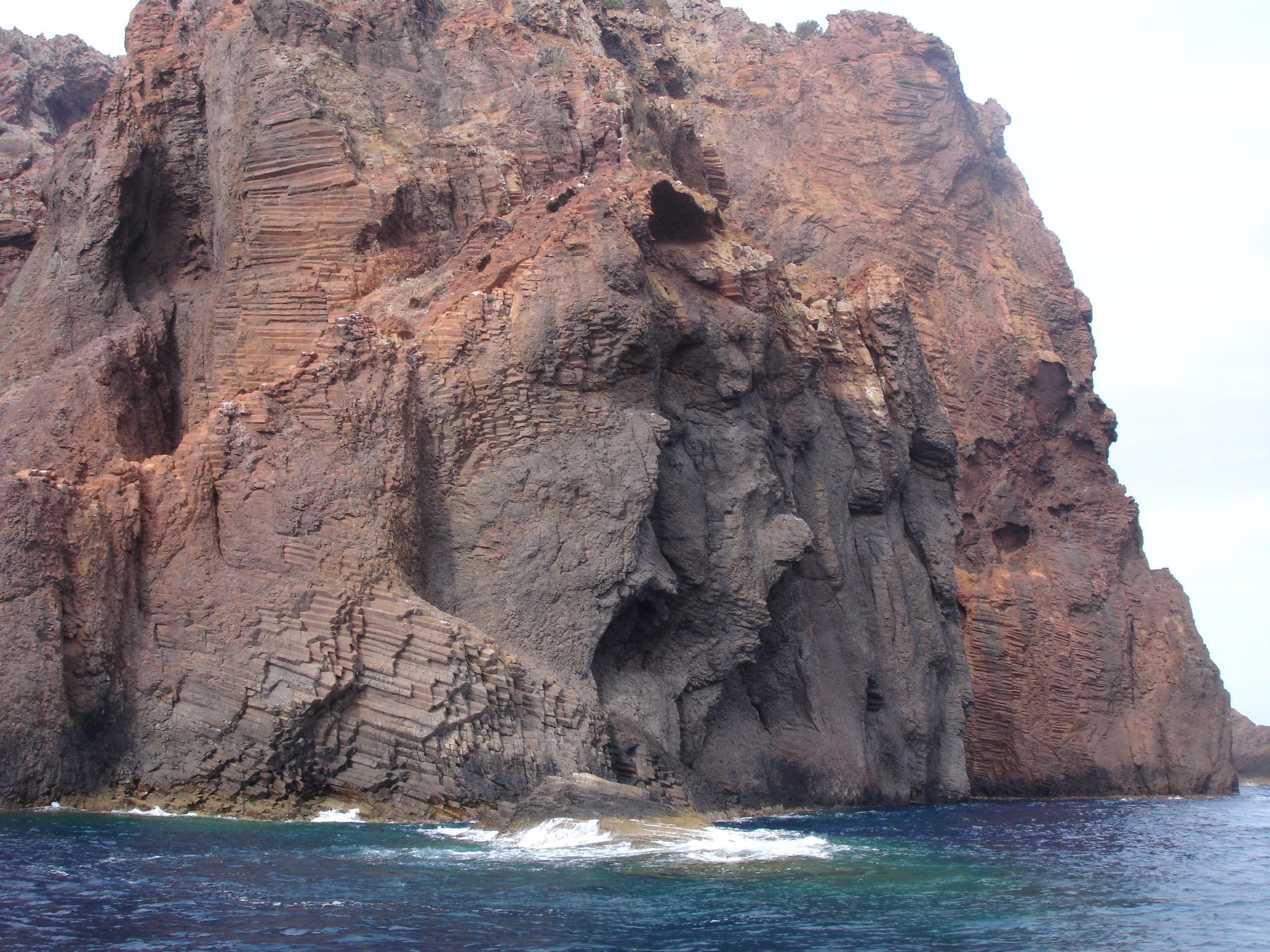
Structures basaltique, d'intérêt paysager et géologique.
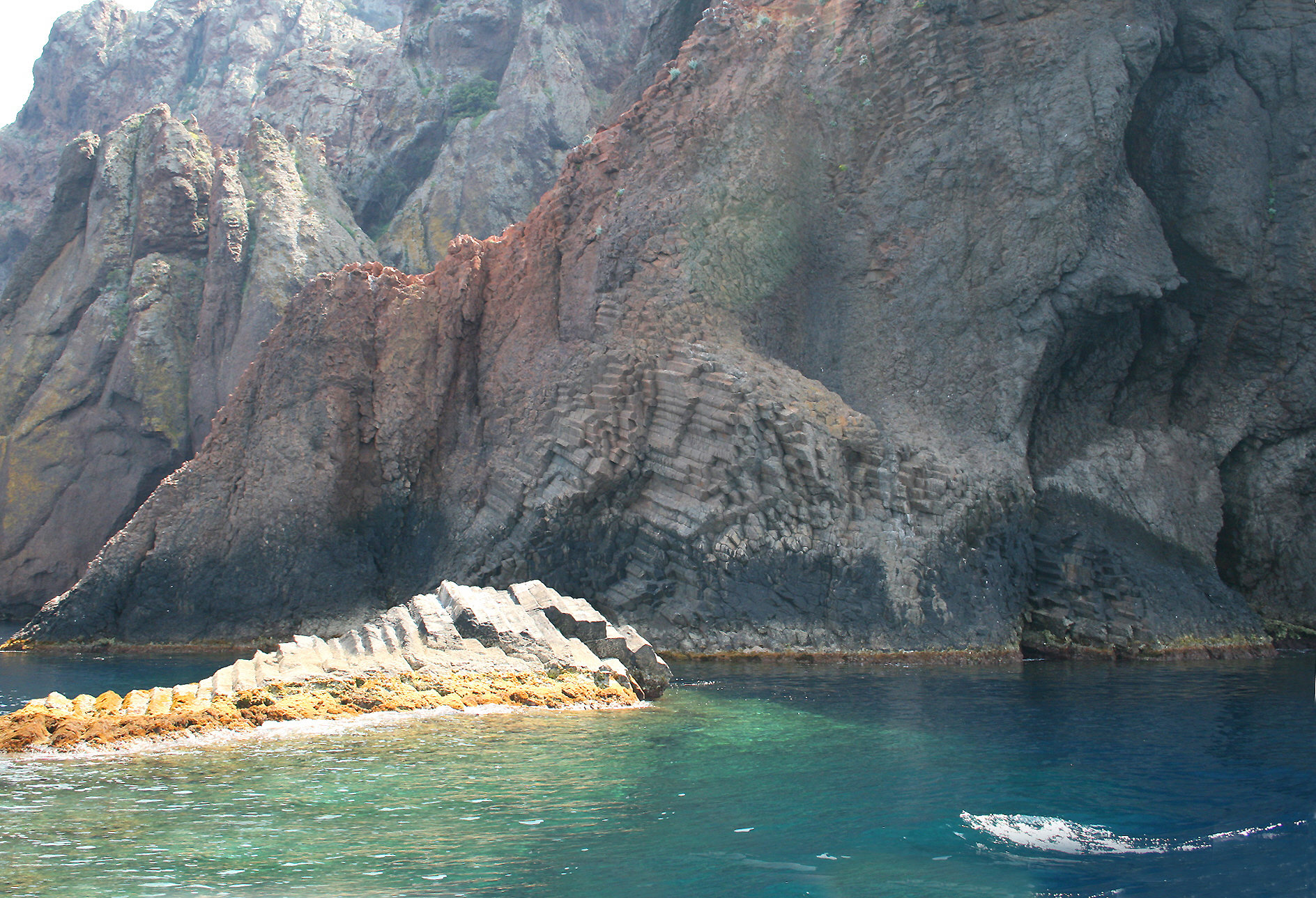
orgues basaltiques couchés et trottoirs à algues coralligènes.
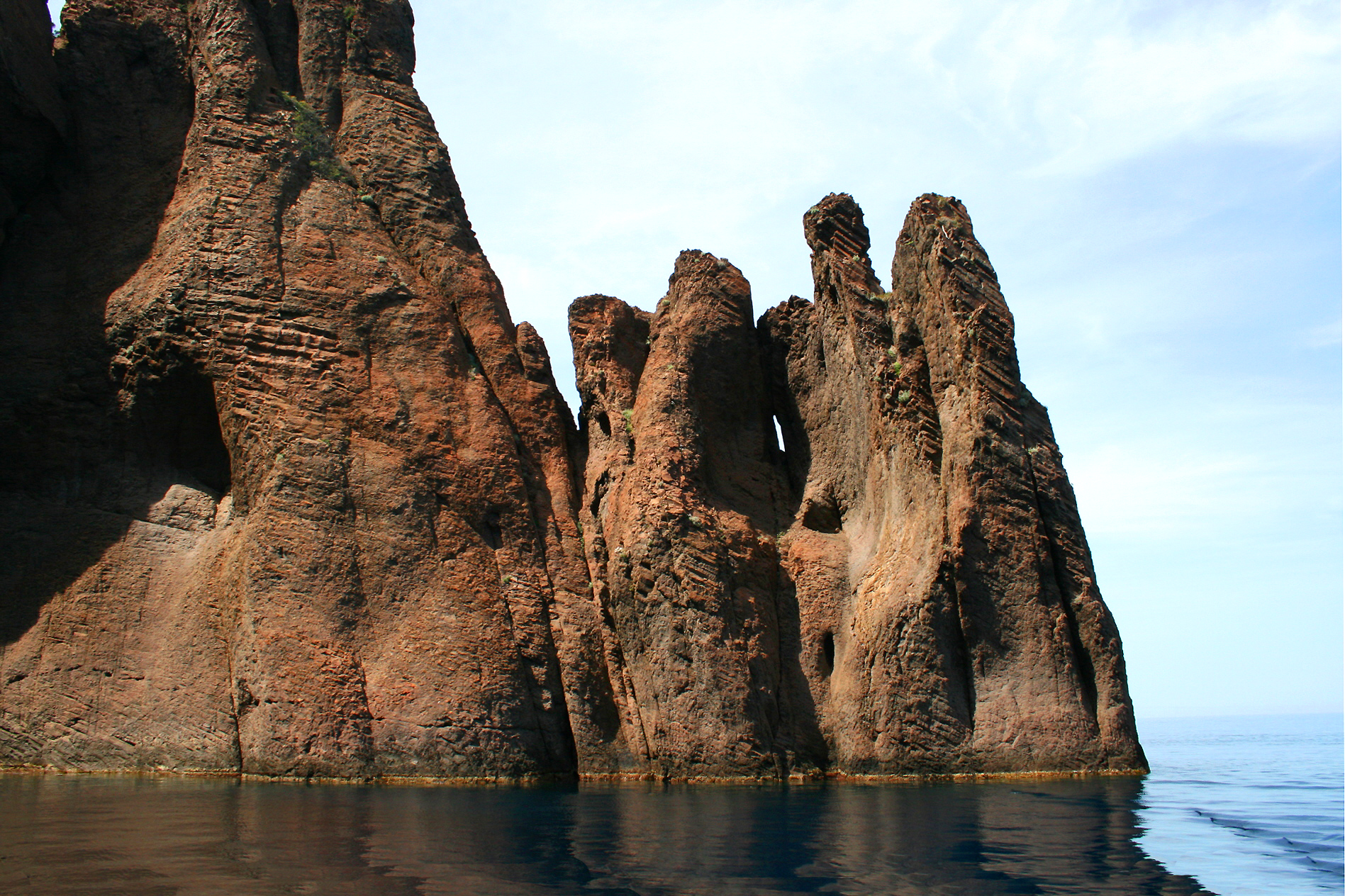
Rhyolite rouge.